# Tomás Cubelli
Tomás Cubelli (* 12. Juni 1989 in Buenos Aires) ist ein argentinischer Rugby-Union-Spieler. Er spielt auf der Position des Gedrängehalbs für das US-amerikanische Franchise Miami Sharks (seit 2023) und für die argentinische Nationalmannschaft.

## Biografie

### Vereinskarriere
Der Sohn des früheren Rugby-Nationalspielers Alejandro Cubelli begann seine Karriere wie sein Vater vor ihm beim Belgrano AC, einem Verein aus dem Stadtteil Belgrano. Nach der Einführung der Pampas XV, einer Entwicklungsmannschaft der Unión Argentina de Rugby im südafrikanischen Vodacom Cup, schloss sich Cubelli im Jahr 2010 diesem Team an. 2011 stieß die Mannschaft in ihrer ersten Saison bis ins Finale vor und gewann dieses in Potchefstroom mit 14:9 gegen die Blue Bulls. Als sich die Pampas XV im Jahr 2013 aus dem Vodacom Cup zurückzogen und sich stattdessen dem internationalen Wettbewerb IRB Pacific Rugby Cup anschlossen, blieb Cubelli bei der Mannschaft und gewann mit ihr sowohl 2014 als auch 2015 den Meistertitel.
Die Brumbies, ein Super-Rugby-Franchise aus der australischen Hauptstadt Canberra, verpflichteten Cubelli im November 2015 als Ersatz für Nic White, der nach Frankreich gewechselt hatte. Cubelli war ein wichtiger Bestandteil des Kaders der Brumbies. Er wurde von Trainer Stephen Larkham hoch gelobt, der den Argentinier als den besten Gedrängehalb in der Geschichte des Teams bezeichnete. Sein Debüt gab er in Runde 1 der Saison 2016 beim 52:10-Sieg über die Hurricanes. Die Saison 2017 verlief für Cubelli weit weniger erfolgreich. Er bestritt nur drei Spiele, was zum Teil auf eine Knieverletzung zurückzuführen war, die er sich vor Saisonbeginn zugezogen hatte.
Cubelli verließ im August 2017 die Brumbies und wechselte zum argentinischen Super-Rugby-Franchise Jaguares. Nach zwei Spielzeiten kehrte er nach Australien zurück und wurde im Oktober 2020 von Western Force aus Perth verpflichtet. Dort blieb er jedoch nur eine Saison lang, denn bereits im April 2021 unterschrieb er einen Vertrag beim französischen Verein Biarritz Olympique. Zwei Jahre später zog es ihn im April 2023 in die USA zu den Miami Sharks, einem neu gebildeten Franchise der Major League Rugby.

### Nationalmannschaft
Sein Debüt für die „Pumas“, die argentinische Nationalmannschaft, gab Cubelli am 21. Mai 2010 beim 38:0-Sieg über Uruguay anlässlich der Südamerikameisterschaft 2010. Der erste Einsatz in der Rugby Championship folgte zwei Jahre später. Cubelli war während der Weltmeisterschaft 2015 ein wichtiger Spieler für Argentinien. Er war zwar nur die zweite Wahl als Gedrängehalb hinter Martín Landajo, stand jedoch in drei von sieben Partien für Argentinien in der Startaufstellung: In der Vorrunde gegen Neuseeland und Georgien sowie im Spiel um Platz drei gegen Südafrika, das mit 13:24 verloren ging. Bei der Weltmeisterschaft 2019, als die „Pumas“ den Einzug in die K.-o.-Phase verpassten, stand Cubelli in drei von vier Gruppenspielen auf dem Platz: gegen Frankreich, Tonga und England. Am 14. November 2020 war Cubelli am historischen ersten Sieg Argentiniens über Neuseeland beteiligt.

## Erfolge
Jaguares:
- Finalist Super Rugby: 2019